# James Beckford
James Beckford, född 9 januari 1975 i Saint Mary, Jamaica, är en jamaicansk friidrottare (längdhoppare).
Beckford slog igenom vid VM i Göteborg 1995 då han hoppade 8,30 i finalen och blev tvåa efter Iván Pedroso. Vid OS 1996 i Atlanta blev Beckford åter tvåa denna gång slagen av Carl Lewis. 
1997 noterade Beckford sitt jamaicanska rekord på 8,62 satt vid en tävling i Florida. Däremot lyckades inte Beckford vid VM samma år då han missade prispallen och slutade fyra.
Efter att ha misslyckats vid VM 2001 i Edmonton blev Paris VM 2003 en framgång och Beckford blev med 8,28 på nytt tvåa, denna gång slagen av Dwight Phillips. 
Vid VM i Helsingfors 2005 slutade Beckford nia i finalen på 8,02. Vid VM 2007 i Osaka slutade han sexa efter ett hopp på 8,17.
Beckford har tre gånger utsetts till Jamacias bästa manliga idrottsprofil.